# Atheta fusca
Atheta fusca är en skalbaggsart som först beskrevs av Sahlberg 1831.  Atheta fusca ingår i släktet Atheta, och familjen kortvingar. Arten är reproducerande i Sverige.